# Cedar Hill (Missouri)
Cedar Hill és una concentració de població designada pel cens dels Estats Units a l'estat de Missouri. Segons l'estimació del juliol del 2007 tenia 1.848 habitants.

## Demografia
Segons el cens del 2000, Cedar Hill tenia 1.703 habitants, 627 habitatges, i 465 famílies. La densitat de població era de 285,9 habitants per km².
Dels 627 habitatges en un 38,8% hi vivien nens de menys de 18 anys, en un 56,5% hi vivien parelles casades, en un 11,5% dones solteres, i en un 25,7% no eren unitats familiars. En el 19,6% dels habitatges hi vivien persones soles el 7% de les quals corresponia a persones de 65 anys o més que vivien soles. El nombre mitjà de persones vivint en cada habitatge era de 2,72 i el nombre mitjà de persones que vivien en cada família era de 3,11.
Per edats la població es repartia de la següent manera: un 27,2% tenia menys de 18 anys, un 9,9% entre 18 i 24, un 30% entre 25 i 44, un 24,7% de 45 a 60 i un 8,2% 65 anys o més.
L'edat mediana era de 35 anys. Per cada 100 dones de 18 o més anys hi havia 95,1 homes.
La renda mediana per habitatge era de 35.481 $ i la renda mediana per família de 43.214 $. Els homes tenien una renda mediana de 40.160 $ mentre que les dones 21.074 $. La renda per capita de la població era de 15.599 $. Entorn del 5,7% de les famílies i el 12,9% de la població estaven per davall del llindar de pobresa.

## Poblacions més properes
El següent diagrama mostra les poblacions més properes.